# Buried in Verona
Buried in Verona est un groupe australien de metalcore, originaire de Sydney, Nouvelle-Galles du Sud.

## Histoire

### Débuts (2007–2008)
Buried in Verona formé en 2007 par le chanteur Brett Anderson, les guitaristes Mick Taylor et Katongo Chituta, le bassiste Scott Richmond et le batteur Steve Rogers. Tous les membres se connaissaient depuis le lycée de la banlieue d'Engadine , au sud de Sydney. Après une période relativement courte de performances live, au cours de laquelle ils obtiennent des places de soutien pour les groupes australiens Daysend, Toe Toe et Frankenbok, le groupe sort son premier album Circle the Dead en 2008. Après la période d'enregistrement à Melbourne, Steve Rogers est expulsé du groupe en raison d'une grave blessure au dos, qui a nécessité une intervention chirurgicale. Richie Newman, qui a coproduit l'album avec Greg Stace, est crédité comme le batteur dans les notes de pochette. Newman rejoindra plus tard officiellement le groupe en tant que troisième guitariste. Chris Melross finirait par rejoindre le line-up en tant que batteur.
Buried in Verona figure dans la liste des « 25 meilleurs groupes à surveiller » dans les éditions de décembre 2009 et décembre 2010 du Blunt Magazine.

### Saturday Night Sever(2010–2011)
Suivant la tendance établie par ses pairs du genre Parkway Drive et I Killed the Prom Queen, le groupe prend la décision de déménager à l'étranger dans le but d'enregistrer son deuxième album. Saturday Night Sever est enregistré et produit par Fredrik Nordström dans son studio Studio Fredman à Göteborg, en Suède. Après une période de production de 5 semaines, l'album sort en juin 2010 et est bien accueilli, en particulier pour sa musicalité et ses valeurs de production dans lesquelles ils avaient investi,,, même si certains critiques ont considéré la sortie comme un album metalcore bon marché,,. À leur retour en Australie plus tard cette année-là, le groupe bénéficie de créneaux de soutien réguliers à Sydney pour des groupes de heavy metal en tournée internationale, notamment Whitechapel, Soilwork, Escape the Fate et The Haunted,,. En 2011, ils co-produisent une tournée en Australie avec Resist the Thought, surnommée I Wanna Give It Tour.
En 2011, le chanteur Brett Anderson figure également dans une chanson du groupe suédois Solitude intitulée Last Division.

### Notorious(2012–2013)
Le 20 juillet 2011, Buried in Verona annonce sur sa page Facebook officielle qu'ils s'étaient séparés des membres Mick Taylor et Kat Chituta. Sean Gynn et Nate Martin sont annoncés comme remplaçants. Newman admet ouvertement que le départ de ces membres signifiait que le groupe devait changer de style musical. Avec l'intention de retourner en Suède pour enregistrer à nouveau avec Fredrik Nordström, le groupe se prépare pour une tournée australienne d'adieu avec The Amity Affliction. Le 27 août 2011, quelques jours avant son lancement, une autre publication sur Facebook indiquait simplement : « Notre bassiste est actuellement à l'hôpital RPA, il s'est fracassé sur une vitre parce qu'il aime faire la fête. J'espère qu'il va bien... » Bien que jamais officiellement annoncé, Scott Richmond avait été rapidement remplacé par Daniel Gynn à la basse. Avec le départ soudain de trois membres fondateurs, Brett Anderson est resté le seul membre original restant du line-up.
Après la première tournée européenne du groupe avec le groupe canadien Liferuiner, le groupe retourne au Studio Fredman à Göteborg, en Suède, pour commencer un processus épuisant d'écriture et d'enregistrement de 3 mois. Leur troisième album, Notorious, sort le 1er juin 2012 à la suite de la signature du groupe sur le label australien UNFD. Le changement stylistique du groupe, s'éloignant des origines metalcore du groupe vers une approche dépouillée et musicalement plus diversifiée de l'écriture de chansons, est salué par la critique comme un signe de maturité,,,,,. Le style vocal punk hardcore révisé d'Anderson et la présence vocale claire améliorée de Newman sont également dûment notés. Le groupe présente Ahren Stringer de The Amity Affliction sur le morceau Can't Let It Go.
Notorious est nommé « Meilleur album de hard rock/heavy metal » aux ARIA Music Awards annuels en 2012, mais perd face à Bloodstreams de DZ Deathrays. De retour en Australie fin juin, le groupe entame un programme de tournées rigoureux,. En juillet, le départ du batteur Chris Melross est annoncé via Facebook, et son remplacement est effectué par Shane O'Brien. Le 11 septembre 2012, Artery Recordings annonce avoir signé Buried in Verona pour une tournée nord-américaine. Le groupe effectue une première tournée aux États-Unis en novembre de la même année et à nouveau en 2013.
En février 2013, Buried in Verona annonce le départ de Shane O'Brien pour rejoindre I Killed the Prom Queen en tant que technicien de batterie, puis batteur à plein temps, laissant le groupe sans batteur officiel.
En juin 2013, Buried in Verona annonce sur sa page Facebook officielle que le batteur Conor Ward rejoindrait désormais le groupe en tant que batteur à plein temps. Conor  apparait dans le clip de leur nouvelle chanson I Am Hate. Buried in Verona tournera avec I Killed the Prom Queen, House vs. Hurricane (dernière tournée) et Savior lors du East Coast Rampage Tour sur la côte est de l'Australie. Le groupe devait enregistrer de la nouvelle musique avec Joey Sturgis en septembre.

### Faceless(2014–2015)
Le 28 novembre 2013, le groupe sort une toute nouvelle chanson intitulée Splintered, qui n'était pas apparue sur leur réédition de Notorious. La vidéo s'intitule Part I: Splintered, insinuant qu'il y aurait une deuxième partie à la chanson et au clip. Le 16 janvier 2014, le groupe annonce que son quatrième album studio intitulé Faceless sortirait le 7 mars via UNFD et Artery Recordings. Le 22 janvier, le groupe sort un tout nouveau single intitulé Illuminate. Le clip était la deuxième partie du projet en deux parties avec Splintered. Les précommandes du nouvel album sont rendues disponibles le 23 janvier.
Le 12 janvier 2015, Daniel et Sean Gynn annoncent leur départ du groupe en bons termes, laissant le groupe en trio. Buried in Verona devait faire la une du Shorefest à Sydney le 18 avril 2015.

### Vultures Above, Lions Below(2015–2016)
Le 30 juin 2015, le groupe sort un tout nouveau single. C'était le premier clip depuis la sortie d'Illuminate, en un an et demi. La chanson s'intitulait Can't Be Unsaid et est beaucoup plus douce que leur travail précédent. Le groupe s'est éloigné de ses racines metalcore avec cette chanson et a écrit une ballade plus rock, similaire au style de quelques chansons précédentes telles que Lionheart et Set Me on Fire. Parallèlement au lancement de leur nouvelle chanson, le groupe publie la pochette, le titre et les précommandes de l'album. Il a été confirmé que l'album s'intitule Vultures Above, Lions Below. En décembre 2015, Richie Newman annonce sur la page Facebook officielle de Buried in Verona qu'il quittait le groupe.

## Discographie

### Albums studio
- 2008 : Circle the Dead (Riot! Entertainment)
- 2010 : Saturday Night Sever (Riot! Entertainment, Warner Music)
- 2012 : Notorious (Artery Recordings, UNFD, Zestone Records)
- 2014 : Faceless (Artery Recordings, UNFD)
- 2015 : Vultures Above, Lions Below (UNFD, Rise Records)